# پیام صابری
پیام صابری (زاده ۲۷ اردیبهشت ۱۳۵۲ در تهران – درگذشته ۱۸ آذر ۱۳۹۷ در تهران) بازیگر، کارگردان و چهره‌پرداز سینما و تلویزیون اهل ایران بود.

## زندگی‌نامه
وی در سریال ریحانه به کارگردانی سیروس مقدم ایفای نقش نمود و چهره‌پردازی را با دستیاری در مجموعه تلویزیونی امام علی با همکاری داوود میرباقری و بازیگری در «خانه شلوغ» به کارگردانی علی شوقیان در سال ۱۳۷۳ به صورت جدی آغاز کرد و بعد از آن در فیلم شب روباه به کارگردانی همایون اسعدیان ظاهر شد. آخرین کار او کارگردانی سریال «کوله پشتی» برای شبکه زاگرس بود. وی در سریال کیف انگلیسی نیز ایفای نقش نمود.

## درگذشت

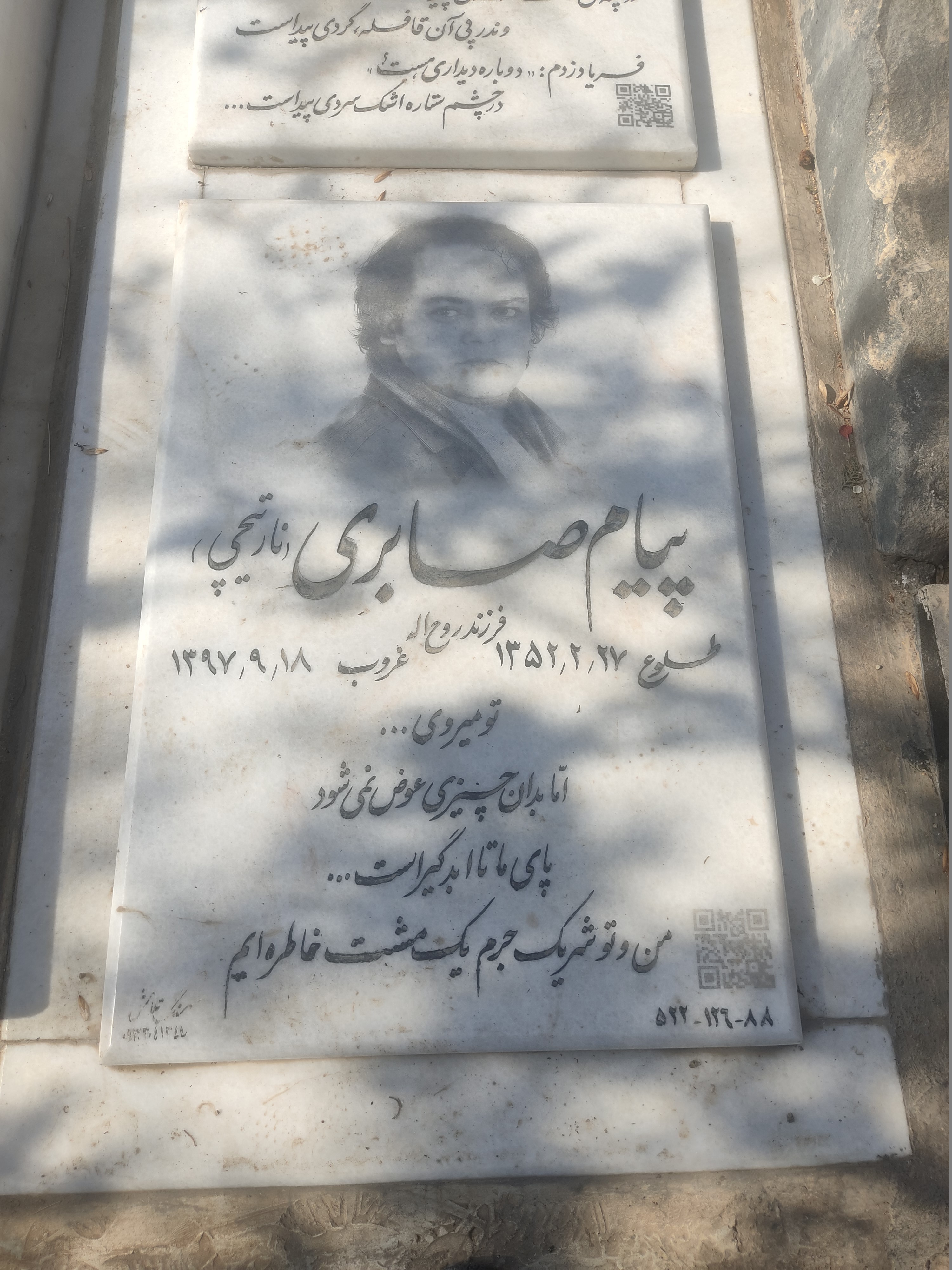
قبر پیام صابری در قطعه هنرمندان بهشت زهرا

پیام صابری در تاریخ ۱۸ آذر ۱۳۹۷ به علت ایست قلبی در سن ۴۵ سالگی در تهران درگذشت.

## ازدواج و حواشی
پیام صابری همسر زیبا بروفه بازیگر سینما و تلویزیون ایران بود که انتشار فیلم عروسی آنها حواشی در پی داشت.

## فیلم‌شناسی

### بازیگر
- ریحانه (۱۳۸۳)
- لیلا (۱۳۷۵)
- دمرل (۱۳۷۲)
- کیف انگلیسی (۱۳۷۸)

### طراح چهره پردازی
- پیک نیک در میدان جنگ (۱۳۸۳)
- آن مرد را نکشید (۱۳۸۲)
- فریاد در شب (۱۳۸۲)
- بچه‌های بد (۱۳۷۹

### چهره پرداز
- پر پرواز (۱۳۷۹)
- چهره (۱۳۷۴)
- دمرل (۱۳۷۲)